# Jean Stewart
Jean Stewart (Dunedin, 23 dicembre 1930 – 7 agosto 2020) è stata una nuotatrice neozelandese.
Specializzata nel dorso, vinse la medaglia di bronzo nei 100 m alle Olimpiadi di Helsinki 1952.
Dopo il matrimonio era conosciuta anche con il nome di Jean Hurring, avendo sposato il nuotatore Lincoln Hurring, dal quale ha avuto il figlio Gary Hurring.

## Palmarès
- Olimpiadi

Helsinki 1952: bronzo nei 100 m dorso.